# 飛馬座ν
飛馬座ν，又名BD+04 4800，HD 209747、SAO 127285、HR 8413，是飛馬座的一颗恒星，视星等为4.84，位于銀經65.37，銀緯-38.64，其B1900.0坐标为赤經22h 0m 38.1s，赤緯+4° -38.64′ 11″。